# Celle Ligure
Celle Ligure is een gemeente in de Italiaanse provincie Savona (regio Ligurië) en telt 5443 inwoners (31-12-2004). De oppervlakte bedraagt 9,6 km², de bevolkingsdichtheid is 584 inwoners per km².

## Demografie
Celle Ligure telt ongeveer 2534 huishoudens. Het aantal inwoners daalde in de periode 1991-2001 met 0,1% volgens cijfers uit de tienjaarlijkse volkstellingen van ISTAT.
| Jaar | Inwoneraantal |
| ---- | ------------- |
| 1991 | 5312          |
| 2001 | 5307          |

## Geografie
Celle Ligure grenst aan de volgende gemeenten: Albisola Superiore, Stella, Varazze.

## Geboren
- Paus Sixtus IV (1414-1484), geboren als Francesco della Rovere
- Giuseppe Olmo (1911-1992), wielrenner